# Императорский паланкин
«Императорский паланкин» (кит. трад. 步輦圖, упр. 步辇图, пиньинь Bùniǎn Tú) — картина китайского художника Янь Либэня, которая считается его главной работой. Сохранилась благодаря хранящейся в музее Запретного города копии времён империи Сун (X—XIII века); судьба оригинала неизвестна.
Картина «Императорский паланкин» представляет собой шёлковое полотно размером 38,5 см в высоту и 129,6 см в длину.
Картина «Императорский паланкин» описывает историческое событие сватовства основателя тибетского царства Тубо Сонгцэна Гампо. В 640 году он направил своего посланника Лу Дунцзаня к императору империи Тан Тайцзуну, который и изображён на картине сидящим в паланкине, который несут шесть прислуживающих императору девушек. Как главное действующее лицо и также наделённое наибольшей властью император Тайцзун изображён крупнее и выше всех остальных героев произведения. В качестве обязательных для императорской процессии атрибутов на картине также изображены специальный парадный зонт и два крупных опахала, которые также держат девушки-прислужницы.
Посланник Лу Дунцзань изображён на картине в центре группы из троих людей слева. Справа от него находится церемониймейстер империи Тан, изображённый в красной одежде, а слева — переводчик, руки которого почтительно сложены на груди, поскольку он находится перед императором. Согласно записям об этом визите, Лу Дунцзань передал императору предложение вечного мира от Сонгцэна Гампо, и династический брак с представительницей императорской семьи Ли Яньэр, известной также как принцесса Вэньчэн, стал залогом этого мира.
Некоторые специалисты включают «Императорский паланкин» в десятку важнейших китайских картин за всю историю.
- Портретные детали
- Посланник Лу Дунцзань[англ.]
- Император Тайцзун